# Anthurium prolatum
Anthurium prolatum är en kallaväxtart som beskrevs av Thomas Bernard Croat och R.A.Baker. Anthurium prolatum ingår i släktet Anthurium och familjen kallaväxter. Inga underarter finns listade.